# Чумпхон
Чумпхон — город (тхетсабанмыанг) на юге Таиланда, административный центр провинции Чумпхон и центрального района провинции. Находится в 463 км от Бангкока. По результатам переписи 2005 года имел население 33 522 чел. Город полностью включает в себя общину (тамбон) Тха Тапхау и частично общины Банг Мак, Ванг Пхай, На Тхунг и Кхун Кратхинг. Основная отрасль — сельское хозяйство.

## География
Чумпхон расположен недалеко от западного побережья Сиамского залива. К западу находятся северные холмы горного хребта Пхукет. В окрестностях города высота холмов достигает 400 м.

## Климат
Климат Чумпхона — тропический муссонный (Am по классификации Кёппена), немного не дотягивая до экваториального (Af по классификации Кёппена). Температура держится высокой круглый год. Наибольшее количество осадков выпадает с мая по ноябрь, особенно в октябре и ноябре.
| Показатель                    | Янв. | Фев. | Март | Апр. | Май  | Июнь | Июль | Авг. | Сен. | Окт. | Нояб. | Дек. | Год  |
| ----------------------------- | ---- | ---- | ---- | ---- | ---- | ---- | ---- | ---- | ---- | ---- | ----- | ---- | ---- |
| Абсолютный максимум, °C       | 33,8 | 36,2 | 37,7 | 38,3 | 38,2 | 36,1 | 35,4 | 35,5 | 34,8 | 35,2 | 37,7  | 33,0 |      |
| Средний суточный максимум, °C | 30,0 | 31,3 | 32,6 | 33,8 | 32,9 | 31,7 | 31,4 | 31,0 | 31,3 | 30,9 | 29,8  | 29,5 | 27,9 |
| Средняя температура, °C       | 25,1 | 26,3 | 27,4 | 28,5 | 27,9 | 27,3 | 27,0 | 26,9 | 26,9 | 26,6 | 25,8  | 25,0 |      |
| Средний суточный минимум, °C  | 20,4 | 21,5 | 22,3 | 23,6 | 24,0 | 24,0 | 23,7 | 23,8 | 23,7 | 23,4 | 22,5  | 20,9 | 16,8 |
| Абсолютный минимум, °C        | 12,1 | 15,9 | 17,0 | 19,4 | 20,9 | 21,5 | 19,9 | 20,8 | 21,2 | 19,1 | 15,1  | 12,2 |      |
| Норма осадков, мм             | 94   | 63   | 56   | 74   | 189  | 174  | 174  | 206  | 158  | 275  | 375   | 118  |      |
| Источник: NOAA (1961-1990)    |      |      |      |      |      |      |      |      |      |      |       |      |      |

## Транспорт
Внутригородской транспорт представлен небольшой автобусной сетью. Междугороднее сообщение ежедневными автобусами и поездами до Бангкока.
Через Чумпхон проходит Thailand Route 4 (AH2), связывающая город на севере с Бангкоком и на западе с Ранонгом.
Станция Чумпхон принадлежит к Южной линии Государственной железной дороги Таиланда. В 30 км к северу от города находится аэропорт.

## Упоминания
- Чумпхон — место приземления первого хронолита в романе Роберта Чарльза Уилсона The Chronoliths.